# Diopatra heterodentata
Diopatra heterodentata är en ringmaskart som beskrevs av Hartmann-Schröder 1965. Diopatra heterodentata ingår i släktet Diopatra och familjen Onuphidae. Inga underarter finns listade i Catalogue of Life.